# Viale Bligny
Viale Bligny är en gata i centrum av Milano där bland annat Università Commerciale Luigi Bocconi är beläget. Gatan är uppkallad efter slottet Bligny i Champagne. Gatan är cirka 1 kilometer lång.
Gator inom området är bland andra Viale Sarfatti, Viale Sabotino och Parco Ravizza. I Ravizzaparken finns ett konstgalleri.

## Bilder

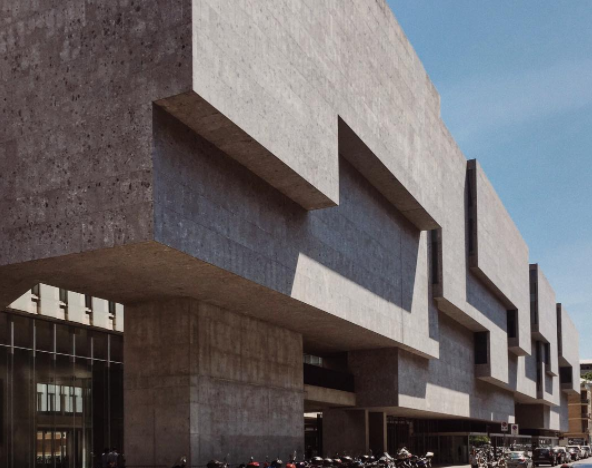
Università Commerciale Luigi Bocconi vid Viale Bligny